# Uttar Pradesh
Uttar Pradesh (kurz UP; Hindi उत्तर प्रदेश IAST Uttar Pradeś [ˈʊttʌr prʌˈdeːʃ]; Urdu اتر پردیش; wörtlich „nördliches Land“) ist ein indischer Bundesstaat mit einer Fläche von 240.928 Quadratkilometern. Mit knapp 200 Millionen Einwohnern (Volkszählung 2011) ist Uttar Pradesh Indiens bevölkerungsreichster Bundesstaat und die bevölkerungsreichste subnationale Entität der Welt. Die Hauptstadt Uttar Pradeshs ist Lucknow (Lakhnau), die am meisten gesprochene Sprache ist Hindi.

## Geografie

### Lage und Ausdehnung

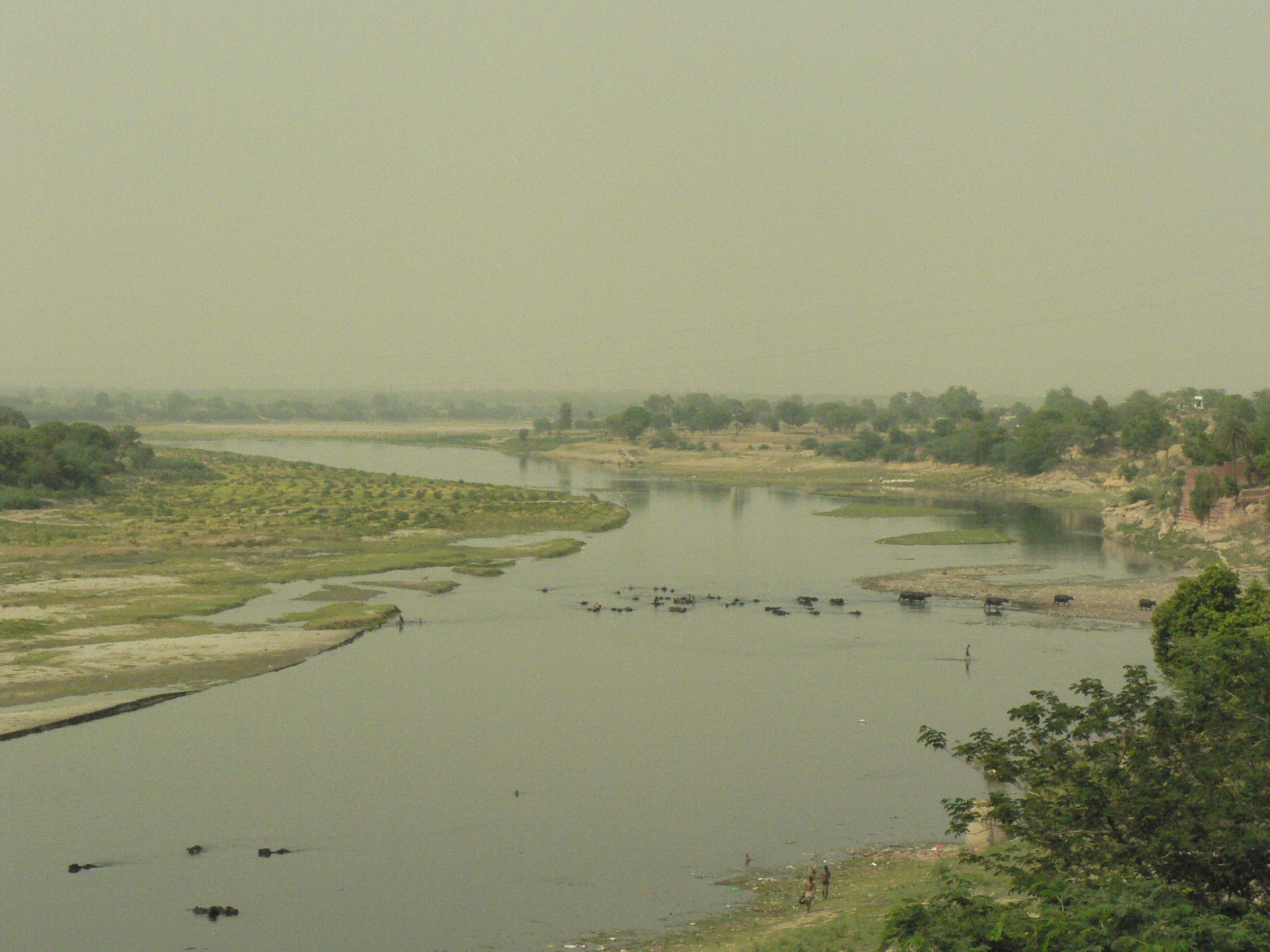
Flusslauf der Yamuna in Agra

Uttar Pradesh liegt im Norden Indiens. Gemessen an der Fläche ist Uttar Pradesh mit 240.928 Quadratkilometern (etwa so viel wie das Vereinigte Königreich) der viertgrößte Bundesstaat Indiens. Nachbarbundesstaaten sind Bihar im Osten, Jharkhand und Chhattisgarh im Südosten, Madhya Pradesh im Süden, Rajasthan im Südwesten, Haryana im Westen und Uttarakhand im Norden. Er hat damit, genau wie Assam, sieben Nachbarbundesstaaten und damit die meisten in Indien. Im Westen von Uttar Pradesh und Haryana eingeschlossen, liegt ebenfalls das Hauptstadtterritorium Delhi. Im Nordosten befindet sich die Landesgrenze zu Nepal.
Das Gebiet von Uttar Pradesh liegt in der Gangesebene, dem tiefgelegenen Flachland zwischen dem Himalaya im Norden und dem Hochland von Dekkan im Süden. Das Terrain ist äußerst flach und wird von zahlreichen großen Flüssen durchflossen. Indiens längster und bedeutendster Strom, der Ganges, durchfließt Uttar Pradesh in Längsrichtung. Die wichtigsten Nebenflüsse des Ganges in Uttar Pradesh sind die Yamuna, die parallel zum Ganges fließt, ehe sie sich in Prayagraj (Allahabad) mit ihm vereint, und die Ghaghara. Nur im äußersten Süden hat Uttar Pradesh Anteil am höhergelegenen Vindhya-Plateau.

## Bevölkerung

### Bevölkerungsentwicklung
| Zensus-Jahr | Einwohner     |
| ----------- | ------------- |
| 1951        | 0.060.274.800 |
| 1961        | 0.070.144.160 |
| 1971        | 0.083.849.775 |
| 1981        | 0.105.113.300 |
| 1991        | 0.132.062.800 |
| 2001        | 0.166.053.600 |
| 2011        | 0.199.812.341 |

Aufgrund der hohen Geburtenrate im Bundesstaat liegt das Bevölkerungswachstum über dem indischen Durchschnitt. Zwischen 2001 und 2011 wuchs die Einwohnerzahl um 20 Prozent und damit schneller als im indischen Durchschnitt (18 Prozent). Insgesamt wuchs die Bevölkerung von Uttar Pradesh (in den heutigen Grenzen) von ca. 60 Millionen im Jahr 1951 auf ca. 200 Millionen im Jahr 2011 an.

### Demografie

Bevölkerungsdichte nach der Volkszählung 2011 nach Distrikten

Laut der indischen Volkszählung 2011 beträgt die Einwohnerzahl Uttar Pradeshs 199.812.341. Uttar Pradesh ist mit Abstand der einwohnerstärkste Bundesstaat Indiens und zudem die einwohnerstärkste subnationale Entität der Welt. Wäre Uttar Pradesh ein selbständiger Staat, würde er in der Liste der Länder mit der größten Einwohnerzahl zwischen Indonesien und Brasilien an fünfter Stelle kommen. Mit 829 Einwohnern pro Quadratkilometer ist Uttar Pradesh sehr dicht besiedelt. Die Einwohnerdichte ist die vierthöchste aller indischen Bundesstaaten und liegt weit über dem Landesmittel von 382 Einwohnern pro Quadratkilometer (zum Vergleich: in Deutschland leben 225 Menschen auf einem Quadratkilometer). Gleichwohl ist Uttar Pradesh größtenteils ländlich geprägt: Nur 22 Prozent der Einwohner Uttar Pradeshs leben in Städten. Der Urbanisierungsgrad liegt damit unter dem gesamtindischen Durchschnitt von 31 Prozent. Das Geschlechterverhältnis ist unausgeglichen: Auf 1000 Männer kommen 912 Frauen, während der entsprechende Wert für Gesamtindien 943 beträgt. Unter den 0- bis 6-Jährigen sind es sogar nur 902 (Indien: 919).
20,7 % der Bevölkerung gehörten 2011 den sogenannten Scheduled Castes an und nur 0,6 % den Scheduled Tribes (der Adivasi-Bevölkerung).
68 Prozent der Einwohner Uttar Pradeshs können lesen und schreiben (Männer 77 Prozent, Frauen 57 Prozent). Die Alphabetisierungsquote ist damit niedriger als der Landesdurchschnitt von 73 Prozent. Im Zeitraum von 2010 bis 2014 betrug die durchschnittliche Lebenserwartung 64,1 Jahre (der indische Durchschnitt betrug 67,9 Jahre). Die Fertilitätsrate betrug 2,64 Kinder pro Frau (Stand: 2016), während der indische Durchschnitt im selben Jahr bei 2,23 Kindern lag.

Sozioökonomische Indikatoren (nach dem Zensus 2011)
Anteil an ländlicher Bevölkerung
Lesefähigkeit
Angehörige der Scheduled Castes
Anteil an Muslimen

### Sprachen
Die Hauptsprache Uttar Pradeshs ist Hindi, Indiens Nationalsprache und die am meisten gesprochene Sprache des Landes. Laut der Volkszählung 2001 sprechen 91 Prozent der Einwohner des Bundesstaates Hindi als Muttersprache. Unter diese Zahl fallen auch die Sprecher verschiedener eng mit dem Hindi verwandter Regionalsprachen, die von der indischen Regierung als Hindi-Dialekte klassifiziert werden. Hierzu gehört etwa Bhojpuri, das insgesamt über 30 Millionen Sprecher im Osten Uttar Pradeshs und angrenzenden Gebieten hat. Unter den Muslimen Uttar Pradeshs ist Urdu verbreitet, das bei der Volkszählung von acht Prozent der Einwohner des Bundesstaats als Muttersprache angegeben wurde. Englisch ist wie überall in Indien als Verkehrs- und Bildungssprache allgegenwärtig. Als Amtssprache Uttar Pradeshs dient Hindi. Zudem wird Urdu für bestimmte Zwecke als zweite Amtssprache verwendet.

### Religionen
Nach der Volkszählung 2011 sind 80 Prozent der Einwohner Uttar Pradeshs Hindus. Daneben gibt es eine große muslimische Minderheit von 19 Prozent. Mit über 38 Millionen Muslimen beheimatet Uttar Pradesh in absoluten Zahlen die größte muslimische Population aller indischer Bundesstaaten. Andere Religionen spielen eine untergeordnete Rolle: Sikhs (0,4 Prozent), Buddhisten (0,3 Prozent), Christen (0,2 Prozent), Jainas und Buddhisten (je 0,1 Prozent) stellen nur kleine Minderheiten dar.

### Größte Städte
Anglisierte, veraltete oder nichtoffizielle Bezeichnungen stehen in Klammern. Die Einwohnerzahlen sind auf dem Stand der Volkszählung 2011.
|   | Stadt                 | Einwohner |    |            | Stadt   | Einwohner |
| 1 | Lucknow (Lakhnau)     | 2.815.601 | 8  | Bareilly   | 898.167 |           |
| 2 | Kanpur (Cawnpore)     | 2.767.031 | 9  | Moradabad  | 889.810 |           |
| 3 | Ghaziabad             | 1.636.068 | 10 | Aligarh    | 872.575 |           |
| 4 | Agra                  | 1.574.542 | 11 | Saharanpur | 703.345 |           |
| 5 | Meerut                | 1.309.023 | 12 | Gorakhpur  | 671.048 |           |
| 6 | Varanasi (Benares)    | 1.201.815 | 13 | Noida      | 642.381 |           |
| 7 | Prayagraj (Allahabad) | 1.117.094 | 14 | Firozabad  | 603.797 |           |

## Geschichte
Auf dem Gebiet des heutigen Uttar Pradesh wurden menschliche Artefakte gefunden, die etwa 21.000 bis 31.000 Jahre alt sind. Ab etwa dem 4. Jahrtausend v. Chr. war das Gebiet im Einflussbereich der Indus-Kultur. Ab etwa dem Jahr 1500 v. Chr. brach mit der Einwanderung der Indoeuropäer die Vedische Zeit an, in der sich der Hinduismus entwickelte. Uttar Pradesh spielt eine herausragende Rolle in der hinduistischen Mythologie. Nach der Legende regierte hier der Gottkönig Rama von seiner Hauptstadt Ayodhya aus. Krishna, der achte Avatar des Hindu-Gottes Vishnu, soll in der Stadt Mathura in Uttar Pradesh geboren sein.

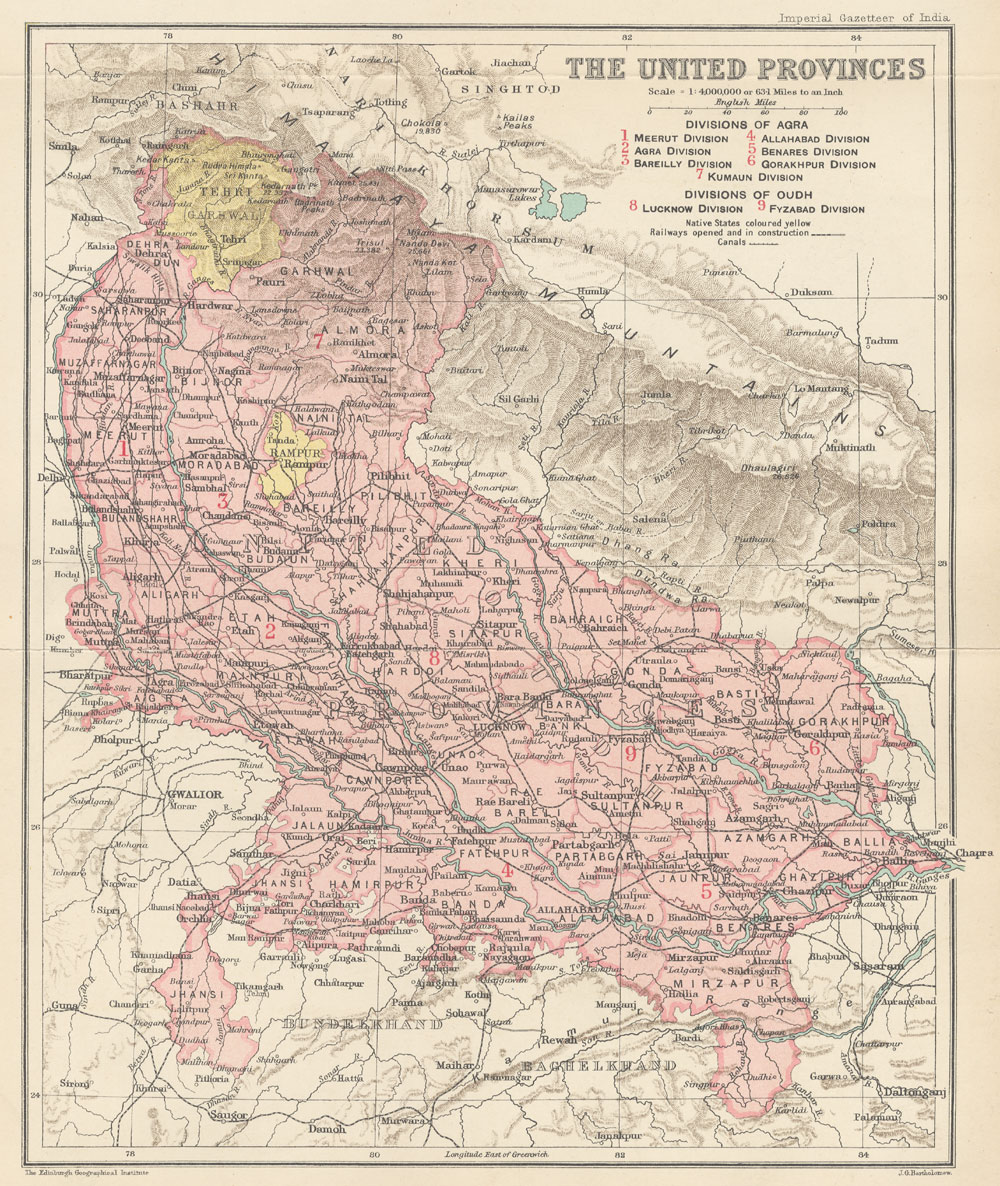
Die United Provinces of Agra and Oudh (1902–1947, ab 1935 nur noch United Provinces) zur Zeit Britisch-Indiens (Karte aus den Imperial Gazetteer of India 1907–1909)

Die Herrschaft von Hindu-Königen wurde mit dem Einbruch des Islam in Nordindien beendet. Ab etwa 1200 gehörte Uttar Pradesh zum Sultanat von Delhi. Der letzte Sultan starb 1525 in der ersten Schlacht von Panipat, im Kampf gegen den zentralasiatischen Eroberer Babur, der zum Begründer des Mogulreiches wurde. Die Gebiete des heutigen Uttar Pradesh wurden von der Britischen Ostindien-Kompanie hauptsächlich zu Beginn des 19. Jahrhunderts von den Mogulkaisern erworben. Bis zum Jahre 1833 waren sie administrativ Teil der Präsidentschaft Bengalen, dann wurden sie als eigene Nordwestprovinzen konstituiert, wobei der Verwaltungssitz öfter zwischen Agra und Allahabad wechselte. Im Jahr 1877 wurde auch das 1857 annektierte Gebiet Avadh verwaltungsmäßig angegliedert. 1902 wurden diese beiden Provinzen auch formell vereinigt und der Name in Vereinigte Provinzen von Agra und Avadh (United Provinces of Agra and Oudh, kurz United Provinces) geändert. Nach der indischen Unabhängigkeit wurde das Gebiet schließlich in Uttar Pradesh umbenannt, wodurch die schon zuvor gebräuchliche Abkürzung UP erhalten blieb.

In jüngster Zeit kam es im Bundesstaat wiederholt zu Zusammenstößen zwischen Hindus und Moslems. Am 6. Dezember 1992 zerstörten militante Hindus die 400 Jahre alte Babri-Moschee in Ayodhya, um einen Tempel auf dem Gelände zu errichten. Bei den bewaffneten Auseinandersetzungen in den folgenden Monaten starben in ganz Indien Tausende von Menschen. Im Jahr 2003 wurden im Bundesstaat Uttar Pradesh Zehntausende radikaler Hindus festgenommen, die erneut für die Errichtung des Tempels demonstriert hatten.
Im Jahr 2000 wurde der nordwestliche Teil Uttar Pradeshs, die Bergregionen im Himalaya, unter dem Namen Uttaranchal (seit 2007 Uttarakhand) zu einem eigenen Bundesstaat.

## Politik

### Politisches System

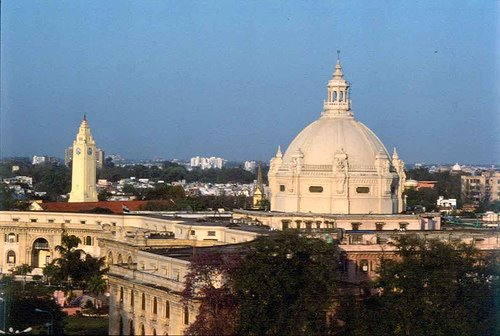
Parlamentsgebäude in Lakhnau

Die Legislative des Bundesstaates Uttar Pradesh besteht aus einem Zweikammernparlament. Das Unterhaus, die Legislative Assembly oder Vidhan Sabha hat 404 Abgeordnete, von denen 403 alle fünf Jahre durch Direktwahl bestimmt und einer als Vertreter der anglo-indischen Minderheit vom Gouverneur ernannt wird. Das Oberhaus, der Legislative Council oder Vidhan Parishad, hat 100 Mitglieder, von denen 38 durch das Unterhaus, 36 durch die Kommunen des Bundesstaates, zehn durch den Gouverneur sowie jeweils acht durch Lehrer und Hochschulabsolventen bestimmt werden. Das Parlament Uttar Pradeshs hat seinen Sitz in Lucknow.
Der Chief Minister (Regierungschef) des Bundesstaates Uttar Pradesh, wird vom Parlament gewählt. An der Spitze des Bundesstaats steht jedoch der vom indischen Präsidenten ernannte Gouverneur (Governor). Seine Hauptaufgaben sind die Ernennung des Chief Ministers und dessen Beauftragung mit der Regierungsbildung.
Höchster Gerichtshof Uttar Pradeshs ist der Allahabad High Court mit Sitz in Prayagraj.

### Parteien
Die Politik in Uttar Pradesh wurde in den Anfangsjahrzehnten der indischen Republik von der Kongresspartei dominiert. Der Abstieg des Kongresses begann in den späten 1960er Jahren im Gefolge des Machtvakuums an der Parteispitze nach dem Tod Nehrus und der darauf folgenden Spaltung der Partei. 1967 kam mit Chaudhary Charan Singh der erste Chief Minister ins Amt, der nicht der Kongresspartei angehörte. Er amtierte jedoch nur kurze Zeit. Es folgten wieder Chief Minister aus den Reihen des Kongresses, unterbrochen durch drei Jahre Herrschaft der Janata Party 1977 bis 1980. Ab dem Ende der 1980er Jahre ergaben sich grundlegende Änderungen des Parteienspektrums in Uttar Pradesh. Zwei neue kastenbasierten Regionalparteien entwickelten sich zu führenden Parteien: die Bahujan Samaj Party (BSP) vertrat die Dalits (Kastenlosen), und die Samajwadi Party (SP) hatte ihre Anhängerschaft vor allem unter niederen Kasten wie den Yadav und Ahir, die in der Kastenhierarchie nur knapp über den Dalits stehen, sowie den Muslimen. Als dritte Partei stieg die hindunationalistische Bharatiya Janata Party (BJP) auf. Der Indische Nationalkongress verlor dagegen stark an Anhängerschaft und konnte seit dem Jahr 1989 kein einziges Mal mehr den Posten des Chief Ministers besetzen.
Die Wahl zur Vidhan Sabha im Februar 2012 gewann die Samajwadi Party. Sie errang 224 von 403 Sitzen und verfügte damit über eine absolute Mehrheit. Die zuvor regierende Bahujan Samaj Party verlor deutlich und kam nur auf 79 Sitze. Die Bharatiya Janata Party stellte 47, die Kongresspartei 28 Abgeordnete. Ebenfalls im Parlament vertreten waren die kleineren Regionalparteien Rashtriya Lok Dal, Peace Party, Quami Ekta Dal, Apna Dal und Ittehad-E-Millait Council, die Nationalist Congress Party sowie sechs Unabhängige. Chief Minister Uttar Pradeshs wurde ab dem 15. März 2012 Akhilesh Yadav von der Samajwadi Party. Bei der folgenden Wahl im Februar/März 2017 standen sich die BJP auf der einen Seite und eine Koalition aus Kongresspartei und Samajwadi Party gegenüber. Zusätzlich kandidierten die Bahujan Samaj Party von Mayawati und eine Reihe von kleineren Parteien. Die Wahl endete mit einem umfassenden Sieg der BJP, die eine Dreiviertelmehrheit der Mandate errag. Alle anderen Parteien landeten weit abgeschlagen. Nach Bekanntgabe der Wahlergebnisse gab es eine fast zwei Wochen andauernde Phase der Ungewissheit, wer der neue Chief Minister werden würde. Die BJP hatte den Wahlkampf ohne klaren Spitzenkandidaten geführt. Am 18. März 2016 gab die BJP bekannt, dass Yogi Adityanath, ein Hindu-Oberpriester im Gorakhnath-Tempel in Gorakhpur, künftiger Chief Minister werden solle. Die Entscheidung war in der Öffentlichkeit sehr umstritten, da Adityanath wiederholt durch kontroverse und polarisierende Äußerungen aufgefallen war. Der Wahlsieg der BJP wurde verschieden interpretiert. Während einige meinten, dass dieser letztlich der Popularität von Premierminister Narendra Modi zuzuschreiben sei, äußerten andere die Ansicht, dass die Wahl Adityanaths zeige, dass die BJP einen stark polarisierenden Wahlkampf geführt habe und nun den aufgestachelten Emotionen der Hindu-Mehrheit Rechnung tragen müsse. Am 19. März 2017 wurde Adityanath als neuer Chief Minister Uttar Pradesh vereidigt.
Die folgende Wahl zum Bundesstaatsparlament, die an sieben Wahltagen zwischen dem 10. Februar und 7. März 2022 stattfand, konnte die regierende BJP erneut für sich entscheiden. Die BJP gewann mit 41 % der Stimmen leicht hinzu, gewann aber weniger Wahlkreise als 2017 und konnte die absolute Mandatsmehrheit behaupten. Die oppositionelle Samajwadi Party gewann 32,1 % der Stimmen und 110 der 430 Wahlkreise. Für die ehemaligen beiden Regierungsparteien BSP und Kongresspartei war der Wahlausgang verheerend: sie erhielten 12,9 % und 2,3 % der Wählerstimmen und waren nur in zwei bzw. einem Wahlkreis(en) erfolgreich.

### Konzepte zur Aufteilung von Uttar Pradesh in mehrere Staaten

Vorschläge zur Aufteilung Uttar Pradesh in kleinere Staaten: 1. Ambedkar (1955, Uttar Pradesh einschließlich Uttarakhands, die vorgeschlagenen Grenzen wurden von Ambedkar nur skizziert), 2. Mayawati (2011)

Die selbst für indische Verhältnisse enorme Größe und Bevölkerungszahl des Bundesstaates hat schon seit der Gründung der indischen Republik im Jahr 1950 zu Überlegungen geführt, ob Uttar Pradesh nicht in mehrere kleinere Einzelstaaten aufgeteilt werden solle, um eine bessere Verwaltung und bessere Regierbarkeit zu gewährleisten. Im Jahr 1951 hatte Uttar Pradesh (damals noch mit dem späteren Uttarakhand) 60 Millionen Einwohner (16,7 % der indischen Bevölkerung), im Jahr 2011 waren es 200 Millionen Einwohner (16,5 % der indischen Bevölkerung). Das damit einhergehende relativ große politische Gewicht des Bundesstaats in der indischen Politik wurde traditionell insbesondere von den südindischen Bundesstaaten mit Besorgnis gesehen. Schon 1955 schlug Bhimrao Ramji Ambedkar in einem kleinen Essay ‘Thoughts On Linguistic States’ die Aufteilung von Uttar Pradesh in drei Einzelstaaten mit jeweils etwa gleicher Bevölkerung und den Hauptstädten Meerut, Kanpur und Allahabad vor. Beim States Reorganisation Act 1956 befürwortete K. Madhava Panikkar, eines der drei Mitglieder der States Reorganisation Commission, die Aufteilung von Uttar Pradesh in mindestens zwei Einzelstaaten, konnte sich mit dieser Ansicht aber nicht durchsetzen. Das Thema kam in den folgenden Jahrzehnten gelegentlich immer wieder auf, spielte aber in den politischen Debatten keine größere Rolle.
Am 16. November 2011 schlug die damalige Chief Ministerin Mayawati die Aufteilung Uttar Pradeshs in vier Einzelstaaten vor. Sie berief sich dabei ausdrücklich auf die früheren Vorschläge Ambedkars. Die vorgeschlagenen Einzelstaaten waren Avadh Pradesh, Purvanchal, Bundelkhand und Paschim Pradesh. Von politischen Beobachtern wurde der Vorschlag zumindest zum Teil auch als politischer Schachzug bewertet, mit dem Mayawati bei den Wahlen zum Parlament von Uttar Pradesh im Jahr 2012 um Wählerstimmen werben wollte. Am 21. November 2011 verabschiedete das Parlament von Uttar Pradesh, in dem Mayawatis Bahujan Samaj Party (BSP) über die Mehrheit verfügte, eine Resolution, in der die Aufteilung Uttar Pradeshs entsprechend Mayawatis Vorschlag gefordert wurde. Von anderen im Parlament vertretenen Parteien wurde der Vorschlag von der kleinen Rashtriya Lok Dal, der BJP und der Kongresspartei unterstützt. Nach der indischen Verfassung muss für die Schaffung neuer Bundesstaaten ein Verfassungszusatz mit der Mehrheit des indischen Parlaments verabschiedet werden. Die indische Zentralregierung unter Premierminister Manmohan Singh (Kongresspartei) verhielt sich zunächst abwartend und ein Sprecher der Kongresspartei bezeichnete Mayawatis Vorschlag als „politischen Opportunismus“. Kritisiert wurde vor allem, dass es überhaupt keine Debatte über die Vorschläge gegeben habe. Die Parlamentswahl in Uttar Pradesh ging für Mayawatis BSP verloren und an ihrer Stelle kam die rivalisierende Samajwadi Party an die Macht, die das Thema nicht weiter verfolgte. Vor der Parlamentswahl 2017 kündigte Mayawati erneut im Wahlprogramm ihrer Partei an, dass sie das Projekt im Falle ihres Wahlsieges wieder aufgreifen werde. Das Thema spielte aber im Wahlkampf keine größere Rolle und die Wahl ging erneut für die BSP verloren.
Die Hauptargumente der Befürworter einer Aufteilung sind die, die klassischerweise für eine Devolution der Staatsgewalt vorgebracht werden. Eine dezentralisierte Verwaltung soll eine bessere Entwicklung der einzelnen Landesteile gewährleisten. Allerdings wurden auch kritische Stimmen laut, die betonten, dass kleinere Bundesstaaten nicht automatisch eine bessere sozioökonomische Entwicklung gewährleisteten, wie Beispiele aus der Vergangenheit gezeigt hätten.

## Verwaltungsgliederung

### Divisionen

Divisionen Uttar Pradeshs

Uttar Pradesh ist in 18 Divisionen unterteilt.
|    | Division              | Hauptort              | Distrikte                                                           |
| -- | --------------------- | --------------------- | ------------------------------------------------------------------- |
| 01 | Saharanpur            | Saharanpur            | Muzaffarnagar, Shamli, Saharanpur                                   |
| 02 | Moradabad             | Moradabad             | Sambhal, Rampur, Bijnor, Amroha, Moradabad                          |
| 03 | Bareilly              | Bareilly              | Bareilly, Badaun, Pilibhit, Shahjahanpur                            |
| 04 | Lucknow               | Lucknow               | Lucknow, Hardoi, Lakhimpur Kheri, Raebareli, Sitapur, Unnao         |
| 05 | Devipatan             | Gonda                 | Gonda, Bahraich, Shravasti, Balarampur                              |
| 06 | Basti                 | Basti                 | Basti, Siddharthanagar, Sant Kabir Nagar                            |
| 07 | Gorakhpur             | Gorakhpur             | Gorakhpur, Kushinagar, Deoria, Maharajganj                          |
| 08 | Meerut                | Meerut                | Gautam Buddha Nagar, Hapur, Ghaziabad, Meerut, Bulandshahr, Baghpat |
| 09 | Aligarh               | Aligarh               | Aligarh, Etah, Hathras, Kasganj                                     |
| 10 | Agra                  | Agra                  | Agra, Firozabad, Mainpuri, Mathura                                  |
| 11 | Kanpur                | Kanpur                | Auraiya, Etawah, Farrukhabad, Kanpur Dehat, Kanpur Nagar, Kannauj,  |
| 12 | Ayodhya (Faizabad)    | Ayodhya               | Ambedkar Nagar, Amethi, Barabanki, Ayodhya, Sultanpur               |
| 13 | Azamgarh              | Azamgarh              | Azamgarh, Ballia, Mau                                               |
| 14 | Jhansi                | Jhansi                | Jhansi, Jalaun, Lalitpur                                            |
| 15 | Chitrakoot            | Chitrakoot Dham       | Banda, Chitrakoot, Hamirpur, Mahoba,                                |
| 16 | Prayagraj (Allahabad) | Prayagraj (Allahabad) | Prayagraj, Fatehpur, Kaushambi, Pratapgarh                          |
| 17 | Varanasi              | Varanasi              | Varanasi, Chandauli, Ghazipur, Jaunpur                              |
| 18 | Mirzapur              | Mirzapur              | Mirzapur, Bhadohi, Sonbhadra                                        |

### Distrikte

Distrikte Uttar Pradeshs

Historische Regionen Uttar Pradeshs. Die Karte gibt die Regionen nur ungefähr wieder, da deren Grenzen meist nicht klar definiert sind.

Der Bundesstaat Uttar Pradesh ist in 75 Distrikte unterteilt. Die letzte landesweite Datenerhebung (Volkszählung) im Jahr 2011 wurde noch auf Basis der Einteilung in 71 Distrikte durchgeführt. Seither kamen die Distrikte Amethi (2010), Hapur (2011), Shamli (2011) und Sambhal (2012) hinzu.
|    | Distrikt              | Verwaltungs- sitz     | Fläche (km²) | Einwohner (2011) | Bev.- dichte (Ew./km²) |
| -- | --------------------- | --------------------- | ------------ | ---------------- | ---------------------- |
| 01 | Agra                  | Agra                  | 4.041        | 4.418.797        | 1.093                  |
| 02 | Aligarh               | Aligarh               | 3.650        | 3.673.889        | 1.007                  |
| 03 | Prayagraj (Allahabad) | Prayagraj (Allahabad) | 5.482        | 5.954.391        | 1.086                  |
| 04 | Ambedkar Nagar        | Akbarpur              | 2.350        | 2.397.888        | 1.020                  |
| 05 | Amethi *              | Gauriganj             | –            | –                | –                      |
| 06 | Amroha                | Amroha                | 2.249        | 1.840.221        | 818                    |
| 07 | Auraiya               | Auraiya               | 2.016        | 1.379.545        | 684                    |
| 08 | Azamgarh              | Azamgarh              | 4.054        | 4.613.913        | 1.138                  |
| 09 | Badaun **             | Badaun                | (5.168)      | (3.681.896)      | (712)                  |
| 10 | Baghpat               | Baghpat               | 1.321        | 1.303.048        | 986                    |
| 11 | Bahraich              | Bahraich              | 5.237        | 3.487.731        | 666                    |
| 12 | Ballia                | Ballia                | 2.981        | 3.239.774        | 1.087                  |
| 13 | Balrampur             | Balrampur             | 3.349        | 2.148.665        | 642                    |
| 14 | Banda                 | Banda                 | 4.408        | 1.799.410        | 408                    |
| 15 | Barabanki             | Barabanki             | 4.402        | 3.260.699        | 741                    |
| 16 | Bareilly              | Bareilly              | 4.120        | 4.448.359        | 1.080                  |
| 17 | Basti                 | Basti                 | 2.688        | 2.464.464        | 917                    |
| 18 | Bijnor                | Bijnor                | 4.561        | 3.682.713        | 807                    |
| 19 | Bulandshahr           | Bulandshahr           | 4.512        | 3.499.171        | 776                    |
| 20 | Chandauli             | Chandauli             | 2.541        | 1.952.756        | 768                    |
| 21 | Chitrakoot            | Chitrakoot Dham       | 3.216        | 991.730          | 308                    |
| 22 | Deoria                | Deoria                | 2.540        | 3.100.946        | 1.221                  |
| 23 | Etah                  | Etah                  | 2.431        | 1.774.480        | 730                    |
| 24 | Etawah                | Etawah                | 2.311        | 1.581.810        | 684                    |
| 25 | Ayodhya (Faizabad)    | Ayodhya               | 2.341        | 2.470.996        | 1.056                  |
| 26 | Farrukhabad           | Fatehgarh             | 2.181        | 1.885.204        | 864                    |
| 27 | Fatehpur              | Fatehpur              | 4.152        | 2.632.733        | 634                    |
| 28 | Firozabad             | Firozabad             | 2.407        | 2.498.156        | 1.038                  |
| 29 | Gautam Buddha Nagar   | Greater Noida         | 1.282        | 1.648.115        | 1.286                  |
| 30 | Ghaziabad **          | Ghaziabad             | (1.179)      | (4.681.645)      | (3.971)                |
| 31 | Ghazipur              | Ghazipur              | 3.377        | 3.620.268        | 1.072                  |
| 32 | Gonda                 | Gonda                 | 4.003        | 3.433.919        | 858                    |
| 33 | Gorakhpur             | Gorakhpur             | 3.321        | 4.440.895        | 1.337                  |
| 34 | Hamirpur              | Hamirpur              | 4.021        | 1.104.285        | 275                    |
| 35 | Hapur*                | Hapur                 | –            | –                | –                      |
| 36 | Hardoi                | Hardoi                | 5.986        | 4.092.845        | 684                    |
| 37 | Hathras               | Hathras               | 1.840        | 1.564.708        | 850                    |
| 38 | Jalaun                | Orai                  | 4.565        | 1.689.974        | 370                    |
| 39 | Jaunpur               | Jaunpur               | 4.038        | 4.494.204        | 1.113                  |
| 40 | Jhansi                | Jhansi                | 5.024        | 1.998.603        | 398                    |
| 41 | Kannauj               | Kannauj               | 2.093        | 1.656.616        | 792                    |
| 42 | Kanpur Dehat          | Akbarpur              | 3.021        | 1.796.184        | 595                    |
| 43 | Kanpur Nagar          | Kanpur                | 3.155        | 4.581.268        | 1.452                  |
| 44 | Kasganj               | Kasganj               | 1.955        | 1.436.719        | 735                    |
| 45 | Kaushambi             | Manjhanpur            | 1.779        | 1.599.596        | 899                    |
| 46 | Kushinagar            | Padrauna              | 2.905        | 3.564.544        | 1.227                  |
| 47 | Lakhimpur Kheri       | Lakhimpur             | 7.680        | 4.021.243        | 524                    |
| 48 | Lalitpur              | Lalitpur              | 5.039        | 1.221.592        | 242                    |
| 49 | Lucknow               | Lucknow               | 2.528        | 4.589.838        | 1.816                  |
| 50 | Maharajganj           | Maharajganj           | 2.952        | 2.684.703        | 909                    |
| 51 | Mahoba                | Mahoba                | 3.144        | 875.958          | 279                    |
| 52 | Mainpuri              | Mainpuri              | 2.760        | 1.868.529        | 677                    |
| 53 | Mathura               | Mathura               | 3.340        | 2.547.184        | 763                    |
| 54 | Mau                   | Mau                   | 1.713        | 2.205.968        | 1.288                  |
| 55 | Meerut                | Meerut                | 2.559        | 3.443.689        | 1.346                  |
| 56 | Mirzapur              | Mirzapur              | 4.405        | 2.496.970        | 567                    |
| 57 | Moradabad **          | Moradabad             | (3.718)      | (4.772.006)      | (1.283)                |
| 58 | Muzaffarnagar **      | Muzaffarnagar         | (4.008)      | (4.143.512)      | (1.034)                |
| 59 | Pilibhit              | Pilibhit              | 3.686        | 2.031.007        | 551                    |
| 60 | Pratapgarh            | Bela Pratapgarh       | 3.717        | 3.209.141        | 863                    |
| 61 | Raebareli **          | Raebareli             | (4.609)      | (3.405.559)      | (739)                  |
| 62 | Rampur                | Rampur                | 2.367        | 2.335.819        | 987                    |
| 63 | Saharanpur            | Saharanpur            | 3.689        | 3.466.382        | 940                    |
| 64 | Sambhal *             | Sambhal               | –            | –                | –                      |
| 65 | Sant Kabir Nagar      | Khalilabad            | 1.646        | 1.715.183        | 1.042                  |
| 66 | Bhadohi               | Gyanpur               | 1.015        | 1.578.213        | 1.555                  |
| 67 | Shahjahanpur          | Shahjahanpur          | 4.388        | 3.006.538        | 685                    |
| 68 | Shamli *              | Shamli                | –            | –                | –                      |
| 69 | Shravasti             | Shravasti             | 1.640        | 1.117.361        | 681                    |
| 70 | Siddharthnagar        | Navgarh               | 2.895        | 2.559.297        | 884                    |
| 71 | Sitapur               | Sitapur               | 5.743        | 4.483.992        | 781                    |
| 72 | Sonbhadra             | Robertsganj           | 6.905        | 1.862.559        | 270                    |
| 73 | Sultanpur **          | Sultanpur             | (4.436)      | (3.797.117)      | (856)                  |
| 74 | Unnao                 | Unnao                 | 4.558        | 3.108.367        | 682                    |
| 75 | Varanasi              | Varanasi              | 1.535        | 3.676.841        | 2.395                  |

*) Nach der Volkszählung 2011 neu gegründet, Zahlen liegen nicht vor.

**) Nach der Volkszählung 2011 durch Abspaltung neuer Distrikte verkleinert, Zahlen beziehen sich auf den Distrikt in den Grenzen von 2011.

### Kommunale Selbstverwaltung
Ende 2014 gab es in Uttar Pradesh 14 Municipal Corporations (Nagar Nigam).
Municipal Corporations:
- Agra
- Aligarh
- Bareilly
- Firozabad
- Ghaziabad
- Gorakhpur
- Jhansi
- Kanpur
- Lucknow
- Meerut
- Moradabad
- Prayagraj
- Saharanpur
- Varanasi

## Wirtschaft
| Sektor                   | Beschäftigte absolut | in Prozent |
| ------------------------ | -------------------- | ---------- |
| Bauern                   | 19.057.888           | 29,0       |
| Landarbeiter             | 19.939.223           | 30,3       |
| Häusliche Kleinindustrie | 3.898.590            | 5,9        |
| Sonstige Arbeiter        | 22.919.014           | 34,8       |
| Gesamt                   | 65.814.715           | 100,0      |

Uttar Pradesh zählt zu den ärmsten Bundesstaaten Indiens und ist immer noch größtenteils landwirtschaftlich ausgerichtet. Die Böden der fruchtbaren Gangesebene ermöglichen mancherorts zwei Ernten pro Jahr. Im Bundesstaat herrscht eine erhebliche Unterbeschäftigung und die Erwerbsquote ist vergleichsweise niedrig. Bei der Volkszählung 2011 wurden 65.814.715 Personen (32,9 % der Gesamtbevölkerung) als erwerbstätig (workers) gezählt. 15.967.953 (24,3 %) von diesen waren Frauen. Von den Arbeitenden wurden 21.179.223 Personen (knapp ein Drittel) als gering arbeitend (marginal workers) klassifiziert.
In den Jahren 1998 bis 2014 betrug das durchschnittliche jährliche Wirtschaftswachstum Indiens 6,39 %. In Uttar Pradesh lag es dagegen nur bei 5,29 %.
Mit einem Wert von 0,566 erreicht Uttar Pradesh 2015 den 28. Platz unter den 29 Bundesstaaten Indiens im Index der menschlichen Entwicklung. Nur Bihar erreichte eine noch schlechtere Platzierung.
Bedeutende Handelsstädte neben der Landeshauptstadt Lucknow sind Muradabad (bekannt für das Metallhandwerk), Varanasi (für Saris und Seide), Mirzapur (für die Teppichindustrie der Umgebung), Kanpur und Agra (beide für Lederwaren). Als Industriestädte gelten Prayagraj und Noida.

## Gesundheit
In den Distrikten Etawah, Banda und Lalitpur sind mittlerweile (2007) mehr als 1 Prozent der Schwangeren mit HIV infiziert.

## Sehenswürdigkeiten
Touristische Hauptanziehungspunkte in Uttar Pradesh sind die Stadt Agra mit dem Mausoleum Taj Mahal und dem Roten Fort, sowie die Städte Varanasi und Fatehpur Sikri. Zunehmend auch Kushinagar, einer der vier großen buddhistischen Pilgerorte.